# Česká Miss 2010
Česká Miss 2010 byl 6. ročník jediné české národní soutěže krásy České Miss. Vítězku vyhlásil a titul slavnostně předal Jean-Claude van Damme.
Finálový večer se konal v sobotu 20. března 2010 v Thámově hale v Karlíně a moderoval ho Libor Bouček. Přímý přenos vysílala televizní stanice TV Nova.

## Tituly
- Českou Miss 2010 zvolili prostřednictvím veřejného hlasování televizní diváci. Vítězka reprezentovala Českou republiku na Miss Universe 2010.
- Českou Miss World 2010 zvolila odborná porota (předseda poroty Jean-Claude van Damme, marketingový ředitel portálu Seznam.cz Michal Vodák, ředitelka Michaela Maláčová, moderátor Leoš Mareš, herec Petr Vágner, spisovatelka Halina Pawlovská, hudebník Ondřej Hejma, moderátorka Adéla Banášová, atd.). Vítězka reprezentovala Českou republiku na Miss World 2010. Tento titul funkoval dříve jako titul Tip Poroty, který byl pouze vedlejším titulem a neměl na celkové umístění žádný vliv.

### Vedlejší tituly
- Česká Miss Vitalita – vítězka se stala tváří značky Aquila (Finalistky měly za úkol vyjádřit ve svém pojetí "vitalitu" a to formou video medajlonků.).
- Česká Miss Internet
- Česká Miss posluchačů Frekvence 1
- Česká Miss čtenářů Blesku

## Finále
Soustředění finalistek, které trvalo 10 dní se konalo v Dominikánské republice.

## Finalistky soutěže
Finále soutěže se zúčastnilo celkem 12 dívek:

### Jitka Válková(soutěžní číslo 1)
Narodila se 11. listopadu 1991. Pochází z Nárameče. Studovala na Katolickém gymnáziu v Třebíči. Stala se vítězkou soutěže Česká Miss 2010.

### Šárka Laubendorfová (soutěžní číslo 2)
Narodila se 15. srpna 1988. Pochází z Horního Slavkova. Studuje na Vysoké škole ekonomické v Praze.

### Carmen Justová(soutěžní číslo 3)
Narodila se 23. července 1990 v Ostrově nad Ohří. Pochází ze Sokolova. Studuje na Pedagogické fakultě Západočeské univerzity v Plzni obor Tělesná výchova a sport. Stala se II. českou vicemiss a držitelkou titulu Česká miss vitalita.

### Karolína Rédková (soutěžní číslo 4)
Narodila se 5. března 1991. Pochází z Karlových Varů. Studovala na gymnáziu.

### Kristýna Halouzková (soutěžní číslo 5)
Narodila se 21. dubna 1988. Pochází z Tišnova. Studovala na Filosofické fakultě Masarykovy univerzity v Brně.

### Veronika Machová(soutěžní číslo 6)
Narodila se 17. srpna 1990 v Praze. Pochází z Rokycan. Studuje na Pedagogické fakultě Univerzity Karlovy v Praze. Stala se Českou Miss World 2010 a držitelkou titulů Česká Miss posluchačů Frekvence 1 a Česká Miss čtenářů Blesku.

### Kateřina Votavová (soutěžní číslo 7)
Narodila se 28. prosince 1986. Pochází ze Stříbra. Pracuje jako asistentka.

### Tereza Kučerová (soutěžní číslo 8)
Narodila se 16. ledna 1986. Pochází z Hovorčovic. Stala se držitelkou titulu Česká Miss Internet.

### Tereza Maláčová (soutěžní číslo 9)
Narodila se 23. července 1985 v Karviné. Pochází z Ostravy. Studuje na Univerzitě Karlově, na Lékařské fakultě v Plzni.

### Christina Zidková (soutěžní číslo 10)
Narodila se 18. května 1991. Pochází z Květnice. Studovala na Střední škole hotelnictví a gastronomie v Praze 6.

### Petra Musilová (soutěžní číslo 11)
Narodila se 4. února 1989. Pochází z Brna. Studuje architekturu na Vysokém učení technickém v Brně.

### Barbora Hamplová (soutěžní číslo 12)
Narodila se 24. května 1990. Pochází z Brna. Studovala obor Ekonomické lyceum.

## Konečné pořadí
| Česká Miss 2010 – Jitka Válková          |
| Česká Miss World 2010 – Veronika Machová |
| II. česká vicemiss 2010 – Carmen Justová |

Vedlejší tituly
- Česká Miss Vitalita – Carmen Justová
- Česká Miss Internet – Tereza Kučerová
- Česká Miss posluchačů Frekvence 1 – Veronika Machová
- Česká Miss čtenářů Blesku – Veronika Machová

## Umístění v mezinárodních soutěžích
- Česká Miss Jitka Válková se na Miss Universe 2010 umístila na 15. místě (TOP 15).
- Česká Miss World Veronika Machová se na Miss World 2010 neumístila.
- Česká Miss Vitalita Carmen Justová se na Miss Earth 2010 umístila v TOP 14.